# Xã Union, Quận Des Moines, Iowa
Xã Union (tiếng Anh: Union Township) là một xã thuộc quận Des Moines, tiểu bang Iowa, Hoa Kỳ. Năm 2010, dân số của xã này là 777 người.